# Engollon
Engollon (toponimo francese) è una frazione di 105 abitanti del comune svizzero di Val-de-Ruz (Canton Neuchâtel).

## Geografia fisica
Engollon si trova nella valle Val-de-Ruz formata dal fiume Le Seyon, a nord del lago di Neuchâtel.

## Storia

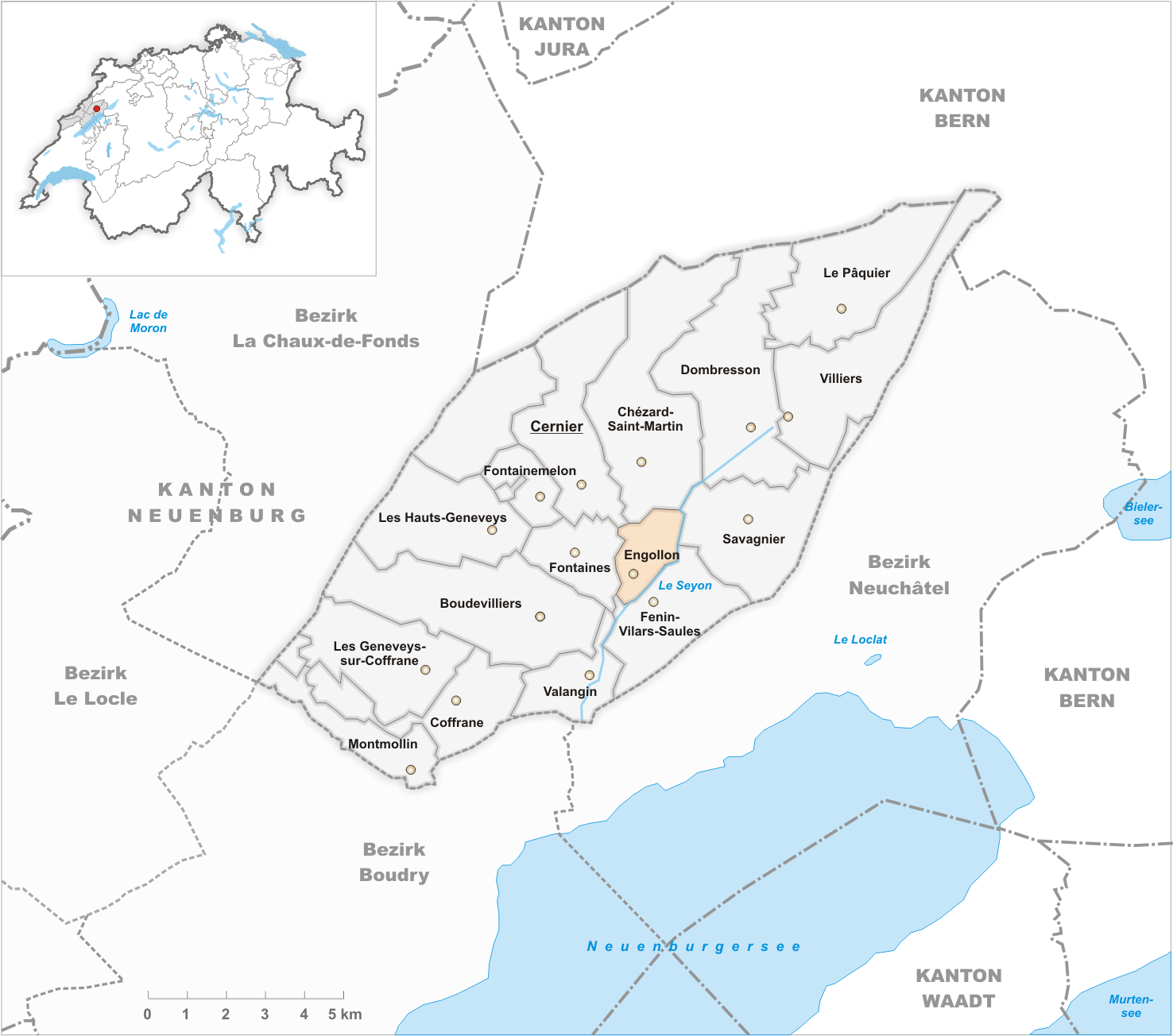
Il territorio del comune di Engollon prima degli accorpamenti comunali del 2013

Già comune autonomo che si estendeva per 2,62 km², in seguito all'esito favorevole del referendum del 27 novembre 2011 il 1º gennaio 2013 è stato aggregato agli altri comuni soppressi di Boudevilliers, Cernier, Chézard-Saint-Martin, Coffrane, Dombresson, Fenin-Vilars-Saules, Fontainemelon, Fontaines, Le Pâquier, Les Geneveys-sur-Coffrane, Les Hauts-Geneveys, Montmollin, Savagnier e Villiers per formare il nuovo comune di Val-de-Ruz.

## Monumenti e luoghi d'interesse
- Chiesa parrocchiale riformata di San Pietro, attestata dal 1228, con affreschi del XIV-XV secolo[2];
- Rovine del villaggio di La Bonneville, costruito nel XIII secolo e distrutto da Rodolfo IV di Neuchâtel nel 1301[2][4].

## Società

### Evoluzione demografica
L'evoluzione demografica è riportata nella seguente tabella:
Abitanti censiti

## Economia
Engollon è un paese prevalentemente agricolo.